# Kemira
Kemira Oyj (NASDAQ OMX: KRA1V) er en finsk kemikaliekoncern. Koncernen producerer kemikalier til fiberbearbejdning, vandbehandling og separationsprocesser. Kemira har hovedkvarter i Helsinki. Omsætningen i koncernen var i 2014 på 2,137 mia. Euro og der var 4.248 ansatte.
Den største aktionærer er Oras Invest Oy med 17,1 % af aktierne. Den tidligere største aktionær den finske stat frasolgte en stor del af sine aktier i august 2007 og er i dag den næststørste aktionær med 16,5 % af aktierne.
Kemira har tre primære forretningssegmenter, som er "Pulp & Paper", "Municipal & Industrial" og "Oil & Mining". Kemiras mål er forbedre sine kunders udnyttelse af vand, energi og råvarer.
Kemira er blevet verdens største producent af kemikalier til pulp- og papirindustrien efter overtagelse af pulp- og papirkemikalie-forretningsenheden i Lanxess.
Papirsegmentet kan endvidere inddeles i fire kundesegmenter: Pulp, Printing & Writing, Packaging & Board og Tissue & Specialties. Vandbehandlingssegmentet er inddelt i Municipal Water and Industrial Water kundesegmenter. Inden for dette segment er Kemira nr. 2 indenfor koagulanter og nr. 5 indenfor flokkulanter. Oil & Mining segmentet blev etableret i 2008 og der udvikles produkter til olie, naturgas og mineindustrien. Det er opdelt i borevæsker til olie- og naturgasindustrien, froth flotation indefor mineraler og metaller og Formulation Technology kundesegmenter. Oil & Mining segmentet er nr. 1 i verden på koagulanter og nr. 3 på flokkulanter.

## Historie
Kemira var oprindeligt en statsejet virksomhed, der fremstillede kunstgødning. Til trods for dette så udvidede koncernen og kunstgødningsdivisionen blev adskilt til Kemira GrowHow, som senere blev overtaget og konsolideret af Yara International. I 1972 opkøbte Kemira malingproducenten Tikkurila. I 2010 blev aktierne i Tikkurila frasolgt.